# Urania Mella
Pour les articles homonymes, voir Mella.
Urania Mella Serrano, née à Vigo en 1899 et morte en 1945 à Lugo, en Galice, est une femme politique espagnole, précurseure de l'associationnisme féminin, militante des droits des femmes, victime de la dictature franquiste.  

## Famille
Urania Mella est la fille du penseur anarchiste Ricardo Mella et d'Esperanza Serrano (fille de Juan Serrano Oteiza, anarchiste célèbre de Madrid et fondateur de la Revista Social). 

## Biographie
Femme très instruite et socialement engagée, Urania Mella  est professeure de piano et étudie les Beaux-Arts à l'École des Arts et Métiers de la ville de Vigo. Elle est présidente de la section de Vigo de l'Asociación de Mujeres Antifascistas (en français: Association des Femmes antifascistes) et membre du Secours rouge international. 
Pendant le soulèvement nationaliste des 17 et 18 juillet 1936 en Espagne, elle tente de défendre son quartier avec son mari Humberto Solleiro Rivera, avant de devoir fuir vers Redondela, où le couple est arrêté. Elle est condamnée à mort par le conseil de guerre franquiste, peine commuée plus tard en 30 ans de prison, alors que son mari est assassiné par les nationalistes. Veuve, laissant à Vigo quatre enfants, elle est incarcérée à la prison centrale de Santurraran, dans la province basque du Guipuscoa. Elle meurt le 26 mai 1945.

## Postérité
- Le conseil municipal de Vigo décide lors de sa session du 31 décembre 2008 de dénommer une rue de la ville à son nom[4], tandis que le Ministère de l'Équipement espagnol donne son nom à un navire antipollution de Salvamento marítimo lancé en octobre 2008[5]. Ce dernier acte fait l'objet d'une controverse, la famille d'Urania Mella n'ayant pas été invitée[6],[7].
- Au Festival de Saint-Sébastien de 2010 est présenté le documentaire de Txaber Larreategi et Josu Martínez, Prohibido Recordar, consacré aux conditions de vie des femmes incarcérées à la prison de Santurraran, avec la participation des filles d'Urania Mella, Conchita et Alicia[8].
- Le 15 décembre 2010, et en conformité avec la loi 52/2007 du 26 décembre dans laquelle la démocratie espagnole rend honneur à celles et ceux qui ont souffert de la persécution sous l'Espagne franquiste, le ministre Francisco Caamaño Domínguez publie la Déclaration de la réparation et la reconnaissance en son nom, sous les ordres visés au paragraphe 1, l'article 4 de la Loi.